# Keri Smith
Keri Smith – autorka i ilustratorka.
Pisze książki dotyczące kreatywności i poznawania świata. Przekazuje w nich idee takie jak: wolność słowa, łamanie zasad, radość z wykonywanej czynności. Jej bestsellerowe książki to m.in.: „Wreck This Journal” (a także jej wersja na iPoda „Wreck This App”), „How to be an Explorer of the World –the Portable Life/Art Museum” (2008 Perigee), „The Guerilla Art Kit” (2007 Princeton Architectural Press), „Living Out Loud – Activities to Fuel a Creative Life” (2003). Fani mają możliwość czytania jej bloga i kontaktowania się z nią poprzez niego.
We wrześniu 2014 roku ukazała się polska edycja światowego bestselleru (ponad 2 miliony sprzedanych egzemplarzy) „Wreck This Journal” - „Zniszcz ten dziennik". Po ogromnym sukcesie Dziennika w lutym 2015 roku na polskim rynku (nakładem wydawnictwa K.E Liber) ukazały się kolejne propozycje autorki - „To Nie Książka” oraz „Bałagan, czyli przewodnik po wypadkach i błędach”. Najnowszą pozycją autorki wydaną w 2016 roku w Polsce jest „Łowca Skarbów”.